# Coronachs of the Ω
Coronachs of the Ω (englisch Totenlieder des Ω) ist das zweite und letzte Album der belgischen Funeral-Doom-Band Wijlen Wij.

## Geschichte
Das zweite Album der Band Wijlen Wij wurde ohne den Mitbegründer Stijn van Cauter eingespielt. Der in Großbritannien lebende Kostas Panagiotou von Pantheist, der nach Amerika ausgewanderte Kris Villez von In Somnis und der in Belgien verbliebene Lawrence van Haecke von Solicide kooperierten über mehrere Jahre und Kontinentalgrenzen hinweg, um das Folgealbum zu Wijlen Wij einzuspielen.
Panagiotou beschrieb die Entscheidung, das Album einzuspielen, später als Fehler. Die Kompositionen stammten „konzeptionell und strukturell größtenteils“ von ihm und van Haecke, doch van Cauter prägte und formte den Klang „in seinem Studio“. Doch nach dem Debüt verlor van Cauter zunehmend das Interesse an der Musik.

„Obwohl er nur widerwillig den Track für die Split-Veröffentlichung gemacht hat (wo wir meiner Meinung nach hätten aufhören sollen), hatten Lawrence und ich weiterhin Ideen für die Band und wir hatten irgendwie das Gefühl, dass es gut wäre, weiterzumachen und ein zweites Album zu machen, auch wenn Stijn eindeutig keine Lust mehr hatte. Als er also aufhörte, nahmen Lawrence, Kris und ich eine Reihe von Demos auf und begannen mit der Produktion von Coronachs. Da wir aber zu diesem Zeitpunkt alle in drei verschiedenen Ländern lebten, glaube ich, dass die Chemie und die Richtung in der Band irgendwie verloren gegangen waren, was durch Stijns Abwesenheit noch verstärkt wurde.“

Als Gast fungierte der niederländische Bassist Geert van Mook von Faal. Nach der Veröffentlichung über Solitude Productions beendeten die Musiker das gemeinsame Projekt.

## Albuminformationen
Das über Solitude Productions zweite veröffentlichte Studioalbum erschien am 10. Februar 2014 mit fünf separaten Stücken und einer Gesamtspielzeit von 1:01:42 Stunden. Das Coverbild gestaltete Geert van Mook. Die weitere Gestaltung, das Layout sowie das neue Band-Logo Cheryl Panagiotou. Das Mastering übernahm Mario „MZ“ Z. von Urna in seinen 322 Studios.

### Stil
Coronachs of the Ω wird dem Funeral Doom zugerechnet. Dabei ist die Musik durchgehend „weder langsam, noch schwer, noch düster“ und dadurch fern des Genrekerns und die Musik schwebt unentschlossen von einem Riff zum nächsten. Der Gesang wird als Growling und Klargesang dargeboten.
Mit Coronachs of the Ω folgte Wijlen Wij dem bereits auf dem Debüt verfolgten Konzept und präsentiert „rohen Funeral Doom Metal, basierend auf düsteren Bildern des Mittelalters und der Todesthematik. Schwere Gitarrenriffs, verziert mit melodischen Soli und Growls, kombiniert mit cleanem Gesang[…]. Die Hauptdekoration des Albums sind die von Kostas Panagiotou gespielten Orgelparts“.

### Titelliste
1. Boreas 08:32
2. Die Verwandlung 17:23
3. Laying Waste to the City of Jerusalem 11:13
4. A Solemn Ode to Ruin 17:44
5. From the Periphery 06:49

## Wahrnehmung
Das Album erfuhr international gemischte Rezeption. Vereinzelt wurde Coronachs of the Ω als individuelle Interpretation des Genres und beste Genre-Veröffentlichung seit dem Album The Giant von Ahab aus dem Jahr 2012.
Panagiotou selbst lehnte das Album rückblickend ab und bereute die Veröffentlichung. Das Fehlen von van Cauter und die räumliche Distanz der Musiker hätten der Band die Radikalität genommen. Der Band sei es so nicht gelungen, gute Kompositionen zu einem dichten Gesamtklang zu vereinen. Rezensenten stimmten mit dieser Einschätzung häufiger überein und mutmaßten schon früh, dass das Fehlen von van Cauter der Band einen atmosphärischen und kompositorischen Zusammenhalt gekostet hätte. Als ermüdend und langweilend wurde das Album ebenso beschrieben, wie als orientierungslos und inkonsequent. Insgesamt, so schloss der Rezensent Brian für das Webzine Metal Revolution, in einer mittelmäßigen Beurteilung, könne Coronachs of the Ω schlicht den hohen Standard des Debüts nicht zu halten.